# ムハンマド・ダウド・シャー
ムハンマド・ダウド・シャー（Muhammad Daud Syah、1864年 - 1939年2月6日）は、アチェ王国最後のスルターン。アチェ戦争においてアチェ勢力の象徴としてオランダ領東インドに抵抗したが、1903年に降伏してスルターンを退位し、アチェ王国は滅亡した。

## 生涯

### アチェ戦争勃発とスルターンへの即位
1864年にマンスール・シャーの息子トゥアンク・ザイヌル・アブディンの息子として生まれる。1870年に祖父と父が急死したため、叔父マフムード・シャーがスルターンに即位した。
かつて、アチェ王国はイギリスと手を結び勢力を拡大していたが、英蘭協約が締結されて以後はオランダの圧力が増し、1873年にアチェ戦争が勃発する。オランダ軍の前にアチェ軍は敗走し、1874年には王都コタラジャが陥落し、脱出したマフムード・シャーも同年1月28日にコレラで病死する。3日後、オランダ軍指揮官のヤン・ファン・スウィーテンは戦争の終結とアチェの併合を宣言するが、オランダの支配に反発するアチェの民衆はゲリラ活動を開始する。
マフムード・シャーを喪ったアチェ政府は、ウラマーとウレーバラン（領主）たちにより指揮されることになった。彼らは「カーフィルに対するジハード」を唱え、宗教面からの対オランダ闘争を呼び掛け、ムハンマド・ダウド・シャーが新しいスルターンに即位した。1875年3月4日には逃亡先のラム・トゥンゴウのモスクで戴冠式が挙行され、アチェ政府が健在であることを内外に誇示した。11歳のムハンマド・ダウド・シャーを補佐する摂政にはピディの貴族トゥアンク・ハーシムが就任し、1883年に親政が宣言されるまで国務を代行した。ムハンマド・ダウド・シャーは従兄弟トゥンク・アブドゥルマジドの娘トゥンク・ガバン・ガディンを后に迎え、この他にポチュ・マニャク・ムロン、トゥンク・ジャム・マニカムとも結婚した。

### オランダ軍への反撃
ムハンマド・ダウド・シャーの元には各地のウラマー、ウレーバラン、民衆が結集してゲリラ部隊を組織し、反撃を受けたオランダ軍はコタラジャ周辺20平方キロメートルの範囲に押し留められていた。オランダ軍との主要な戦闘は、ムハンマド・ダウド・シャーから信頼を得たトゥンク・チ・ディ・ティロが指揮官として参加した。しかし、1891年に彼が暗殺された後、アチェ軍の士気は低下し、次第にオランダ軍が優勢となる。
オランダ軍は現地の有力者を懐柔してアチェ軍の分裂を図った。これによりアチェ軍は追い詰められ、ムハンマド・ダウド・シャーはパンリマ・ポレム9世と共に捕縛を免れるため、北西部への逃亡を余儀なくされた。1887年にはアブドゥルマジドがオランダ軍に降伏している。ムハンマド・ダウド・シャーは西部海岸の指揮官にトゥク・ウマールを任命し、ティロ死後のオランダ軍との戦闘を指揮したが、彼は1893年にオランダ軍に降伏している。ムハンマド・ダウド・シャーはウマールに書簡を送り帰参するように命令しているが、ウマールはオランダ軍の動向をアチェ軍に伝え、1896年にオランダ軍から脱走して帰参した。

### 降伏と晩年

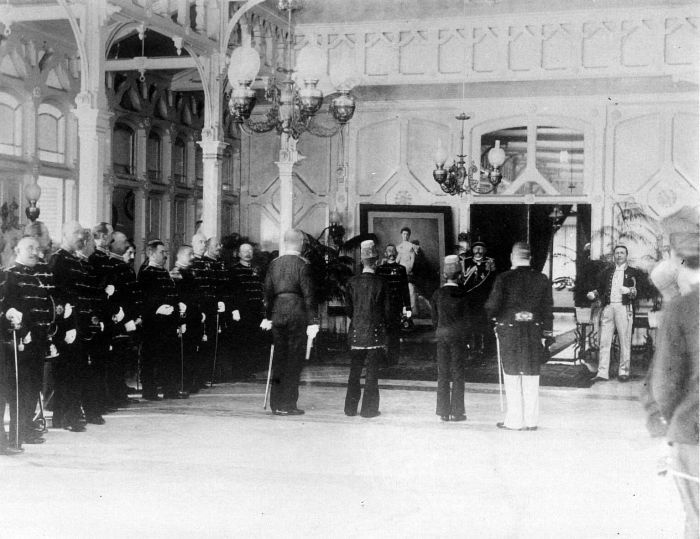
1903年1月20日にコタラジャでヨハネス・ファン・ヘウツに降伏するムハンマド・ダウド・シャー

1897年、摂政退任後もアチェ宮廷を取り仕切っていたハーシムが死去し、1899年にはウマールが戦死した。ウマールを討ち取ったヨハネス・ファン・ヘウツはピディを攻撃し、多くのアチェ軍指導者が降伏した。1901年、オランダ軍との戦闘に敗北したムハンマド・ダウド・シャーとパンリマ・ポレム9世はガヨ山地に撤退した。ヘウツは、ゴトフリート・ファン・ダーレン大佐のオランダ植民地軍保安隊に追撃を命じたものの、捕縛に失敗している。
1902年に后ガディンが捕縛され、1か月後には第二王妃ムロンと息子が捕縛された。オランダ軍はムハンマド・ダウド・シャーに対し、「1か月以内に降伏しなければ家族を処刑する」と通告した。ヘウツから身の安全を保証する言質を得たムハンマド・ダウド・シャーは、家臣たちに抵抗を続けるように命令した後、1903年1月10日にオランダ軍に降伏し、コタラジャに連行された。ヘウツは降伏文書調印式にウィルヘルミナ女王の等身大の写真を配置し、その前でムハンマド・ダウド・シャーからの降伏文書を受け取った。同年9月にはパンリマ・ポレム9世も降伏してアチェ戦争は終結したが、その後もチュ・ニャ・ディンやチュ・ニャ・ムティアなどによるゲリラ闘争は1910年まで継続した。
降伏したムハンマド・ダウド・シャーに対し、オランダ政府は広大な屋敷と毎月1万2,000ギルダーの年金を与えた。しかし、1907年にオランダ政府への攻撃計画に加担したことが発覚してジャワ島に追放となり、後にアンボン島に移された。1918年にバタヴィアに居住することを許され、1939年2月6日に同地で死去し、遺体はラワマグンに埋葬された。息子トゥアンク・パジャ・イブラヒムは1982年に死去している。

## 人物
アチェ戦争におけるムハンマド・ダウド・シャーの役割については議論が行われている。オランダの学者クリスティアン・スヌック・フルフローニェは、アチェ戦争の結果に全く寄与しておらず実態のない存在と指摘しており、「若いスルターンは即位間もなく抵抗運動のリーダーとして、国家の悲劇を分かち合う立場にいたが、彼は別の物に憧れを抱いていた。王家の伝統に忠実で、愛、酒、賭博、狩猟。そういったものを追求していた」と評価している。
一方、好意的な評価としては「家臣に対して礼儀を絶やさない人物で、陽気でハンサムな王だった」というものがある。戦争中、ムハンマド・ダウド・シャーの宮廷ではオランダ軍から脱走したオランダ人兵士とアチェ人兵士を雇っており、彼らからオランダの歌を教えてもらっていた。